# Letní sezóna
Letní sezóna je v cestovním ruchu zpravidla období od května do září, ale existuje několik variant a faktorů, podle kterých se letní sezóna upřesňuje. Jedním z faktorů je teplota, kdy letní sezónu určuje období nejteplejších dní, což bývá v Česku zpravidla červen až srpen. Jedná se o období s vysokou koncentrací návštěvnosti místa a tím i maximální nabídkou služeb. Současně jde většinou i o období s maximálními cenami. V tomto období probíhá i nejvíce festivalů a akcí spojených s létem.
Z praktických i jiných důvodů je začátek a konec letní sezóny v jednotlivých státech či regionech odlišný. Nepatrné rozdíly v začátku a konci letní sezóny jsou také mezi jednotlivými rekreačními středisky, zábavními centry a dalšími místy, které se orientují podle návštěvnosti.